# Estonia na World Games 2017
Estonia na World Games 2017 – reprezentacja Estonii na World Games 2017. 
Reprezentacja liczyła siedmioro zawodników – trzy kobiety i czterech mężczyzn. Nie zdobyli oni żadnych medali. 

## Reprezentanci

### Kobiety
| Zawodniczka   | Dyscyplina         | Konkurencja               | Rezultat    |
| ------------- | ------------------ | ------------------------- | ----------- |
| Evely Kaasiku | bieg na orientację | sprint                    | 27. miejsce |
| Evely Kaasiku | bieg na orientację | bieg na średnim dystansie | 22. miejsce |
| Evely Kaasiku | bieg na orientację | sztafeta                  | 14. miejsce |
| Annika Rihma  | bieg na orientację | sprint                    | 23. miejsce |
| Annika Rihma  | bieg na orientację | bieg na średnim dystansie | 20. miejsce |
| Annika Rihma  | bieg na orientację | sztafeta                  | 14. miejsce |
| Baile Orb     | taniec sportowy    | standard                  | 15. miejsce |

### Mężczyźni
| Zawodnik        | Dyscyplina         | Konkurencja               | Rezultat        |
| --------------- | ------------------ | ------------------------- | --------------- |
| Kristo Heinmann | bieg na orientację | sprint                    | 32. miejsce     |
| Kristo Heinmann | bieg na orientację | bieg na średnim dystansie | Dyskwalifikacja |
| Kristo Heinmann | bieg na orientację | sztafeta                  | 14. miejsce     |
| Kenny Kivikas   | bieg na orientację | sprint                    | 26. miejsce     |
| Kenny Kivikas   | bieg na orientację | bieg na średnim dystansie | 28. miejsce     |
| Kenny Kivikas   | bieg na orientację | sztafeta                  | 14. miejsce     |
| Ergo Lükk       | taniec sportowy    | standard                  | 15. miejsce     |
| Andres Petrov   | bilard             | gra pojedyncza            | 9. miejsce      |